# Josef Javůrek
Josef Javůrek (16. března 1756, Konopiště – 22. června 1840, Varšava), byl český klavírista a pedagog.

## Život
V roce 1793 odešel do Polska, kde byl učitelem hudby v šlechtických rodinách. Později začal vyučovat na varšavské konzervatoři. Mezi jeho žáky patřil Frédéric Chopin. Věnoval se i dirigování.
Byl bratrancem skladatele Josefa Javůrka.